# Jack Burns
John Francis Burns, detto Jack (Boston, 15 novembre 1933 – Los Angeles, 27 gennaio 2020), è stato un attore e doppiatore statunitense.

## Filmografia parziale

### Cinema
- Goldstein, regia di Philip Kaufman e Benjamin Manaster (1964)
- Quella notte inventarono lo spogliarello (The Night They Raided Minsky's), regia di William Friedkin (1968)
- Sour Grapes, regia di Larry David (1998)

### Televisione

#### Attore
- The Andy Griffith Show - serie TV; 11 episodi (1965-1966)
- Getting Together - serie TV; 14 episodi (1971-1972)
- Fridays - serie TV; 58 episodi (1980-1982)
- Brothers - serie TV; 2 episodi (1985; 1986)
- Doppia visione (Double Vision) - film TV (1992)
- Il segreto di Martha (Deadly Family Secrets) - film TV (1995)
- Due poliziotti a Palm Beach (Silk Stalkings) - serie TV; 1 episodio (1998)

#### Doppiatore
- Love, American Style (1971-1973)
- Aspettando il ritorno di papà (Wait Till Your Father Gets Home) (1972-1974)
- Grimmy (1991)
- Animaniacs (1993-1995)
- You Can Learn A Lot from A Dummy (1985; 1997)
- I Simpson (The Simpsons) (1999)